# Шевелевский сельсовет
Шевелевский сельсовет — сельское поселение в Обоянском районе Курской области Российской Федерации.
Административный центр — село Шевелево.

## История
Статус и границы сельского поселения установлены Законом Курской области от 21 октября 2004 года № 48-ЗКО «О муниципальных образованиях Курской области»
Законом Курской области от 26 апреля 2010 года № 26-ЗКО были преобразованы путём объединения, не влекущего изменения границ иных муниципальных образований, граничащие между собой муниципальные образования Шевелевский, Бабинский и Башкатовский сельсовет в Шевелевский сельсовет.
Законом Курской области от 10 сентября 2010 года № 64-ЗКО преобразование путём объединения Шевелевского сельсовета, Бабинского сельсовета и Башкатовского сельсовета в Шевелевский сельсовет было отменено.

## Население
| 2002 | 2010  | 2012 | 2013 | 2014 | 2015 | 2016 |
| ---- | ----- | ---- | ---- | ---- | ---- | ---- |
| 467  | ↗1294 | ↘285 | ↘265 | ↗267 | ↗270 | ↗285 |
| 2017 | 2018  | 2019 | 2020 | 2021 |      |      |
| ↘281 | ↘276  | ↘266 | ↘260 | ↗277 |      |      |

Примечание. Снижение численности населения в 2012 году объясняется разукрупнением сельсовета в 2010 году.

## Состав сельского поселения
| № | Населённый пункт | Тип населённого пункта       | Население |
| - | ---------------- | ---------------------------- | --------- |
| 1 | Зелёная Дубрава  | хутор                        | ↘0        |
| 2 | Новая Кривцовка  | деревня                      | ↘27       |
| 3 | Платоновка       | хутор                        | ↘18       |
| 4 | Плота            | хутор                        | ↘3        |
| 5 | Старая Кривцовка | деревня                      | ↘17       |
| 6 | Шевелево         | село, административный центр | ↘237      |